# Joseph Fouché
Joseph Fouché (Le Pellerin, cerca de Nantes, Francia; 31 de mayo de 1759-Trieste, en esa época, parte de Austria, actualmente en Italia; 26 de diciembre de 1820) fue un político francés que ejerció su poder durante la Revolución francesa, el Imperio napoleónico y la Restauración borbónica en Francia. 
Fue una personalidad muy poderosa y de gran influencia en Francia durante la tormentosa era política que vivió, siendo el fundador del espionaje moderno y el responsable de la consolidación del Ministerio de Policía de Francia, posteriormente denominado Ministerio de Interior, como una de las instituciones más avanzadas de la nación.
Fue, junto con Charles Maurice de Talleyrand, la figura política más influyente de su época en Francia.

## Biografía

### Origen y juventud
Nació el 31 de mayo de 1759, en el puerto de Nantes, Francia. Fue hijo de una humilde familia marinera. En su niñez, durante la cual utilizó el nombre de Joseph de Rouzerolle, fue enfermizo y endeble. Ingresó en el seminario como religioso de la Congregación del Oratorio. Es en el seminario donde comienza sus estudios y donde más tarde enseñará latín, matemáticas y física. Después de diez años abandona su cargo de profesor para entrar en política. Y su biógrafo Stefan Zweig advierte:

Ya en el primer escalón de su carrera, el más bajo, se pone de manifiesto un rasgo característico de su personalidad: su aversión a vincularse plenamente, irrevocablemente, a alguien o a algo. Lleva ropa eclesiástica y tonsura, comparte la vida monacal de los otros clérigos, durante esos diez años de oratoriano en nada se distingue, externa e internamente, de un sacerdote. Pero no toma las órdenes mayores, no toma ningún voto. Como siempre, en cualquier situación, se deja abierta la retirada, la posibilidad de la transformación y el cambio. También a la Iglesia se entrega sólo temporalmente y
no por entero, como tampoco lo hará después a la Revolución, al Directorio, al Consulado, al Imperio o a la Monarquía: Joseph Fouché no se siente obligado a ser fiel de por vida ni siquiera a Dios, no digamos a un hombre.

## Su carrera política
La carrera política de Fouché se caracteriza, sobre todo, por su habilidad para asegurarse su propia supervivencia y por mantenerse a flote a toda costa, independientemente de quien ocupe el poder; además de su desmedida ambición. Audaz, frío, ambiguo, impenetrable, Fouché no tenía personalidad, por eso su agilidad. Así lo entendió también su biógrafo Stefan Zweig en su Fouché, el genio tenebroso (1929).
Fouché no destacaba por su presencia en la vida pública, no era de los que hablaban a voces en las tribunas de oradores, ni de los que proclamaban discursos grandiosos, más bien actuaba por detrás moviendo los hilos de la política con movimientos silenciosos e inapreciables a simple vista. Era más grande para él la satisfacción de saber que el poder lo controlaba bajo las sombras que el tener un título de gobernante. Fouché intervino de forma decisiva para provocar la caída del Incorruptible de Francia, Maximiliano Robespierre.

### Revolución francesa
Al estallar la Revolución el 14 de julio de 1789, que apoyó con ardor, entra en la Asamblea Nacional, primero se adhiere a los girondinos, que forman la mayoría. Cuando el partido girondino va perdiendo su hegemonía, principalmente a partir de la entrada de Robespierre en la convención, Fouché va desplazando sus preferencias hacia el lado más radical jacobino y así pasa de ser un monárquico moderado a uno de los jacobinos más radicales, convirtiéndose en miembro del Comité de Salvación Pública y uno de los que defendieron y votaron la ejecución de Luis XVI.

### Reinado del Terror
Durante la dictadura del Comité de Salvación Pública (1793-1795), fue uno de los representantes enviados a provincias para implantar El Terror, distinguiéndose por su celo en la campaña de descristianización y en la represión de Lyon (1793): de la forma más brutal, mata a miles de burgueses y adinerados, una actuación sanguinaria que le valdrá el apodo de «Ametrallador de Lyon» («Mitrailleur de Lyon», en francés).
A su vuelta a París se tendrá que enfrentar a Robespierre, de quien había sido muy cercano (estando cerca de convertirse en cuñados) pero con el que posteriormente sostuvo una gran enemistad y cuya proximidad a Hébert veía con antipatía. Robespierre logró alejarlo del poder, pero Fouché vuelve a conspirar una vez más y logra hacerse con la presidencia del Club de los Jacobinos, cargo que pierde por cuenta de Robespierre. Finalmente participa activamente en el golpe de Estado de Thermidor que puso fin en 1794 a la dictadura de Robespierre y su Comité, enviando a este a la guillotina. Según el propio Robespierre, fue el «cocinero de la conspiración», pese a lo cual —como acostumbró a hacer en su vida política— no estuvo en la Asamblea ni se lo vio públicamente en los días de la caída de Robespierre, al ser un hombre que le gustaba entretejer en la oscuridad.

### Directorio
Con la llegada del Directorio, Fouché es encarcelado y perseguido por su colaboración en la etapa robesperriana y tiene que esconderse durante tres años en los que vivió en la pobreza extrema, pero usando una vez más su habilidad política comienza a trabajar y a ganarse la confianza de Barras, al que ayuda a acabar con la Conspiración de los Iguales, un intento de derrocar el Directorio y establecer un nuevo régimen, promovido por François Nöel Babeuf. Esto le vale ser amnistiado y empleado como agente diplomático del gobierno. En 1799 fue nombrado ministro de la Policía.

## Periodo napoleónico

### Consulado

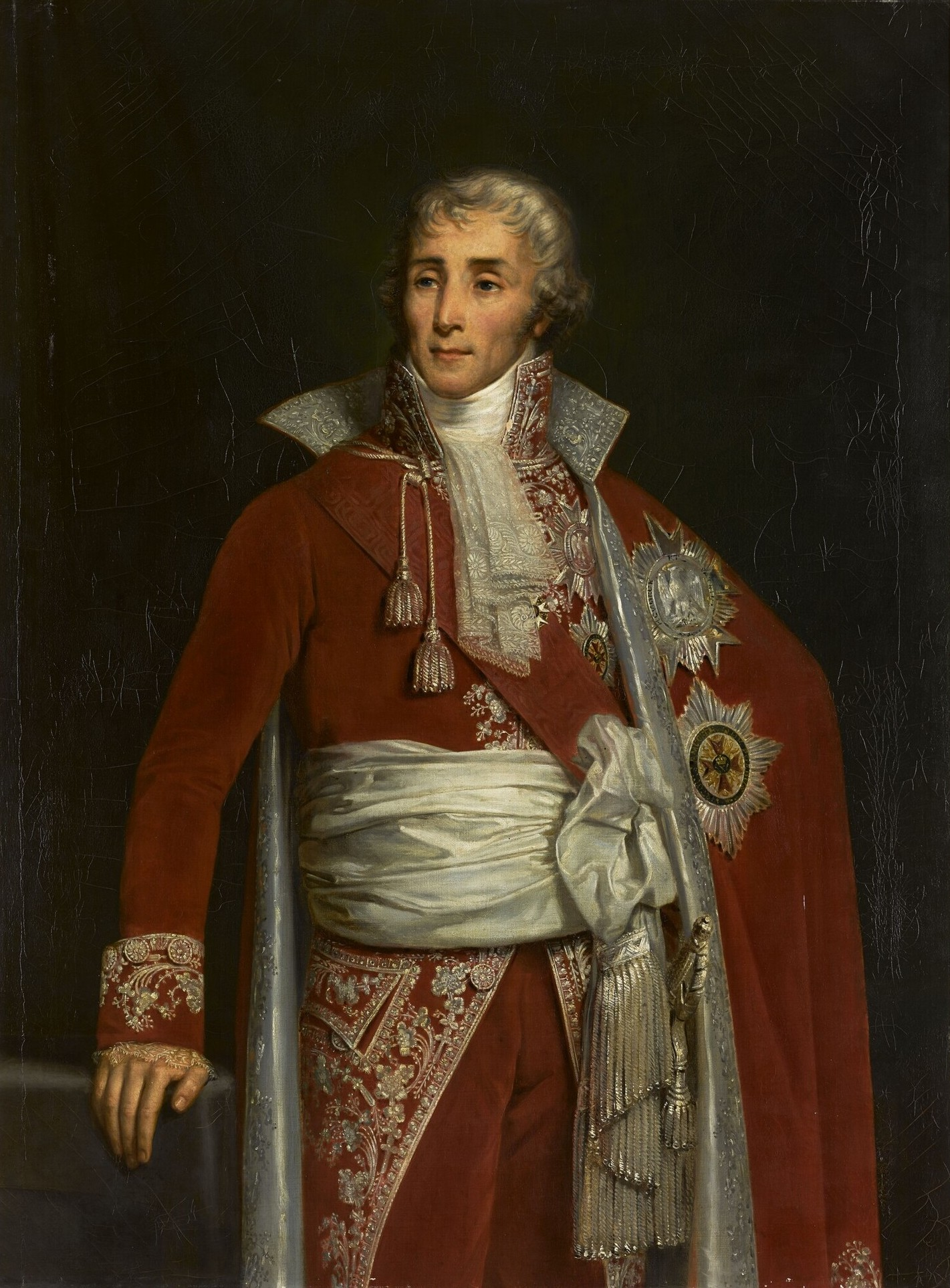
Fouché en traje de gala como director de la policía. Pintura de Marie Claude Dubufe.

Desde su puesto de ministro de la Policía tejió por toda Francia una eficaz red de agentes, que puso al servicio del golpe de Estado que llevó al poder en noviembre de 1799 a Napoleón Bonaparte; este formó inmediatamente un gobierno provisional con Fouché al frente de la policía, ministerio que ocupó en los periodos de 1799-1802, durante el Consulado, y 1804-1811, durante el Imperio napoleónico.
Entre sus iniciativas destaca la implantación de una oficina de censura de prensa (el «Gabinete Negro»), pretendidamente poco eficaz, si bien en realidad era manejada por Fouché, permitiendo o prohibiendo determinadas publicaciones a su conveniencia, causar alarma según le conviniera al gobierno de Napoleón: si su situación política se deterioraba, sabía hacerse valioso dejando que se publicaran panfletos legitimistas, lo que causaba gran alarma entre el resto del gobierno y de partidarios bonapartistas —entonces, intervenía Fouché destapando la trama, y volvía a ganarse la confianza del primer cónsul.
Desde un comienzo, sin embargo, la relación con Napoleón I fue muy tensa. Según algunos, Napoleón reconocía en Fouché a uno de los pocos políticos de habilidad igual a la suya misma; otros han señalado la escasa propensión que tenía Fouché a alabar y obedecer incondicionalmente a Napoleón; otros, su rivalidad con Talleyrand, quien no perdía ocasión para tratar de desacreditarlo; otros, que Napoleón no olvidaba el papel de Fouché como «carnicero» de Lyon. En general se reconoce que Fouché no solía mostrarse muy dócil, y que su actitud, un tanto orgullosa y poco sumisa (cuando Napoleón, lleno de ira, lo llamaba para abroncarlo, solía acabar diciendo: «Debería echarlo y mandarlo fusilar», a lo que Fouché, impasible, contestaba siempre: «No soy de esa opinión, sire»), y su estrategia de retener y jugar con la información para sus propios fines le valieron la animosidad de Bonaparte.
En cualquier caso, los servicios de Fouché eran valiosos, y se mantuvo en el cargo hasta 1802. En ese tiempo, destapa la conspiración de Pichegru: Napoleón sufre un atentado con una bomba que había de estallar al paso de su carruaje. Aunque sobrevive, el atentado mata a 40 personas, y Napoleón acusa públicamente a Fouché de no haberlo sabido evitar; a continuación, afirmando que los conspiradores son jacobinos, lo cual coloca en mala posición al propio Fouché, ordena detener a unos cuantos de ellos. Sin embargo, Fouché rechaza esa teoría, y contradice a Napoleón al afirmar que sospecha de una conspiración legitimista, algo que Napoleón le prohíbe investigar. Fouché trabaja en secreto y destapa toda la conspiración. Ridiculizado, Napoleón debe reconocer públicamente la valía de Fouché, de quien decide, no obstante, deshacerse. Ese mismo año, sintiendo que su posición política en Europa se afianzaba, Napoleón decidió prescindir de los servicios de Fouché y suprimió el Ministerio de la Policía. Tras nombrarlo senador, le regaló unos dos millones de francos, cantidad deducida de la liquidación del ministerio, para así poder mandar a Fouché al retiro, pero con todos los honores.

### Primer imperio francés
En el período que va de 1802 a 1804, Fouché vivió discretamente, amasando una fortuna que lo convirtió en el hombre más rico de Francia. Utilizó sus antiguos contactos para influir en el mercado bursátil, tanto empleando información privilegiada como manipulando el ánimo de los inversores. En 1804 Napoleón se corona emperador, lo cual causa un gran estupor en Francia y en Europa; temiendo por posibles conspiraciones, Napoleón se ve necesitado de los servicios de Fouché, que vuelve al Ministerio de la Policía. Cuando en 1808 Napoleón decide violar el derecho internacional e invadir España, su situación política vuelve a deteriorarse: muchos de sus ministros y consejeros se oponían a la maniobra, al considerarla peligrosa e ilegal, y al temerse conspiraciones; Fouché se demuestra valioso, destapando algunas de ellas.
La campaña española de Napoleón se fue complicando poco a poco, y sus precarios éxitos militares sembraron más dudas y temores entre los bonapartistas más reticentes. En diciembre de 1808, estando Napoleón en Valladolid, recibe la inquietante noticia de que sus más hábiles ministros, Talleyrand y Fouché, que hasta entonces se habían comportado como enemigos políticos, han sido vistos en público en los términos más cordiales. Temiéndose una gran conspiración, el 17 de diciembre de 1808 sale de Valladolid, y el 23 llega a París, donde decide anular políticamente a Talleyrand: lo convoca a una audiencia pública en la que, en los términos más airados, le reprocha su ingratitud y su deslealtad. A la salida de la audiencia, Talleyrand dirá: «¡Qué lástima que un hombre tan grande esté tan mal educado!». Posteriormente, Napoleón cesa a Talleyrand, pero mantiene en su cargo a Fouché, con quien mantuvo una audiencia secreta en la que este le demostró la necesidad que tenía de él.
En 1809 Fouché, sintiéndose seguro en su cargo, despliega todo su genio. Napoleón se encuentra en Austria junto con todo su ejército, y la posición defensiva de Francia es precaria. Le llegan noticias de que Inglaterra planea un desembarco en Bélgica y Países Bajos, con el que pretende invadir Francia y acabar de una vez por todas con Napoleón. Traslada la noticia al gobierno, que, temiendo contrariar a Napoleón, pues cualquier acción contra la invasión supondría levantar levas de hombres, decide informar al Emperador pero no hacer nada más hasta obtener instrucciones. Sabiendo que la situación apremia, Fouché ignora esta decisión, y organiza la defensa de Francia por su cuenta. Llama a filas a los miembros licenciados de la Guardia Imperial y recluta nuevas tropas que coloca al mando del general Bernadotte, futuro rey de Suecia. La maniobra tiene éxito, y los ingleses sufren un descalabro militar muy importante. Cuando las noticias de sus acciones llegan a Napoleón, este se ve forzado a reconocer la audacia de Fouché y lo recompensa nombrándolo Duque de Otranto. No obstante, Fouché perderá pronto el favor imperial: arguyendo un supuesto desembarco inglés en la Costa Azul, movilizará tropas en esa zona, por lo que será reprendido y reprimido por Napoleón.
Su caída definitiva del poder se produce en 1811. Según parece, el rey de Países Bajos, hermano de Napoleón, había sugerido a este que Inglaterra, agotada por el conflicto, estaba dispuesta a negociar la paz. Se entablaron relaciones diplomáticas secretas para sondear al gobierno inglés, pero pronto Napoleón decidió no continuar con ellas. Sin embargo, Fouché, implicado en las mismas, decidió continuarlas en secreto. Cuando el agente secreto neerlandés usado por Fouché, un banquero con familia en Inglaterra, se encuentra con el Rey de Países Bajos en Gante, se destapa el asunto, y Napoleón, lleno de ira, expulsa a Fouché del gobierno. Tras una etapa de absurdos viajes por Italia, Napoleón lo nombra gobernador de Iliria, y tras alargar su partida, Fouché sale para la capital, Liubliana, en 1812, donde previendo la caída de Napoleón organiza la evacuación francesa de la provincia.
Tras el fracaso de la invasión contra Rusia (1812) y la posterior batalla de Leipzig (1813), en la que es derrotado, cae el régimen napoleónico. Fouché corre a París, pero llega tarde, pues Talleyrand se ha hecho con el gobierno y ha instalado a los Borbones en el trono francés. El nuevo régimen no es indulgente con Fouché, que se tiene que retirar. Sin embargo, en 1814 Napoleón abandona su exilio en la isla de Elba y desembarca en Francia. El régimen Borbón se ríe de la maniobra, creyendo que, con los 400 soldados que lo acompañan, Napoleón pronto será apresado. Sin embargo, conforme avanza por Francia, van viendo como cada pueblo y ciudad se le va sumando, de manera que Luis XVIII, impotente, trata de convencer a Fouché de que asuma el puesto de ministro de Policía. Viendo que los Borbones están perdidos, Fouché sugiere a Luis XVIII que huya a Gante, mientras él se quedará en París para hacerse cargo de la situación y conspirar contra Napoleón. A finales de 1814 llega Napoleón a París, y comienza el Imperio de los Cien Días. Fouché se convierte de nuevo en Ministro de la Policía. La alianza internacional derrota a Napoleón en Waterloo, en 1815. Napoleón se retira a Francia, donde planea organizar la defensa. Sin embargo, Fouché se ha hecho fuerte, y la oposición al régimen napoleónico es grande. Antes de su partida, Napoleón había tenido que aceptar una constitución que confería amplios poderes a un nuevo parlamento, y Fouché lo domina. Cuando Napoleón llega derrotado a París, solicita reclutar más tropas, pero el parlamento se lo niega. Su situación es tremendamente débil, y Fouché conspira contra él para que sea depuesto. Finalmente, se alcanza un compromiso, y Napoleón abdica en su hijo, que el parlamento depone. Fouché se hace con las riendas del poder, y conspira para entregar el poder a Luis XVIII a cambio de un ministerio. Con la entrada de las tropas aliadas en París, hace entrega del gobierno a los Borbones. El juicio de Napoleón sobre Fouché fue el de que era algo así como un mal necesario, por lo que escribió sobre él lo siguiente:

Este era un hombre, sin comparación, más malo que Robespierre. Su venalidad no era tan manifiesta como la de Talleyrand. Había sido un terrorista; uno de los jefes de la facción jacobina. Traicionó y sacrificó sin remordimiento a todos sus antiguos camaradas o sus cómplices. La intriga le era tan necesaria como el alimento. Intrigaba en todo tiempo, en todas partes, de todos modos y con todo tipo de personas. Jamás se descubría cosa alguna en que no se estuviese seguro de encontrarlo complicado en algo; no se ocupaba sino en andar tras otro ¡su manía era querer ser de todo...! Siempre en los zapatos de todo el mundo. Jamás me ha engañado. Fouché era un hombre que os hubiera arrancado todos vuestros secretos con aire de calma y de desinterés. Era muy rico; pero sus riquezas eran mal adquiridas: existía en París un impuesto sobre las casas de juego, que estaba destinado a los hospitales e importaba algunos millones; Fouché, que estaba encargado de recolectarlo, se apropió una buena porción de él, y siempre me fue imposible descubrir el verdadero monto anual del impuesto. En absoluto se podía contar con la moralidad de tal ministro y ni su espíritu versátil... Si hubiese salido victorioso en 1815, Fouché hubiera sido fiel: es cierto que él tenía sumo cuidado en estar pronto según todos los sucesos. Me fue necesario vencer.

## Restauración monárquica
Tras la derrota definitiva de Napoleón en la batalla de Waterloo (1815), Fouché negoció el traspaso de poderes con los aliados y contribuyó al retorno de la monarquía. Comienza a mantener relaciones con Luis XVIII y le ofrece el trono a cambio de un puesto en su reino como ministro. Luis XVIII al principio se negó, ya que Fouché había sido uno de los partidarios de que su hermano Luis XVI fuera ejecutado.
Tras una serie de procesos diplomáticos consigue la vuelta de los Borbones a Francia.
Inicialmente se mantuvo como jefe de la policía en el gobierno de la monarquía restaurada, pero fue alejado aquel mismo año a la embajada francesa en Sajonia, debido a las protestas de los ultrarrealistas.
En 1816 fue destituido de su cargo diplomático, debido a una ley emitida en Francia para proscribir a los regicidas, y hubo de abandonar Sajonia para refugiarse en el Imperio austríaco. Durante un tiempo residió en Linz y posteriormente se trasladó a Trieste (hoy italiana), donde falleció en 1820.

## Rivalidad con Talleyrand
Charles Maurice de Talleyrand fue un destacado diplomático francés, aparentemente similar a Fouché; sin embargo, no podían ser más diferentes uno del otro. Fouché provenía de una familia de pescadores rurales, mientras que Talleyrand descendía de una familia poderosa y acaudalada, con prestigio y títulos. Igualmente, Talleyrand era mucho más sofisticado, astuto y hábil que Fouché, indudablemente más rudimentario y, a pesar de lo lejos que ambos llegaron en comparación con sus puntos de partida, Talleyrand concentró más cargos, títulos y honores que Fouché, algo que, desde luego, no ayudaba en nada en su relación. Aun así, ambos hombres se profesaban un respeto mutuo admirable, dado que ambos sabían que eran los amos de la política francesa y que eran en extremo hábiles en sus campos: Talleyrand en la diplomacia y Fouché en la policía y el espionaje.
La mayor muestra de lo tormentoso de su relación indudablemente sería su alianza para derrocar a Napoleón Bonaparte, apartando sus diferencias y poniendo manos a la obra para tratar de frenar la desmedida ambición del mismo.

## Descendencia
Joseph Fouché se casó con Bonne-Jeanne Coignaud en (1792). De esta unión nacieron:
- Nièvre Fouché (1793-1794).
- Joseph-Liberté Fouché (1796-1862), 2.º duque de Otranto.
- Armand Fouché (1800-1878), 3.er duque de Otranto.
- Athanase Fouché (1801-1886), 4.º duque de Otranto.

Viudo, Fouché se casó en 1815 con Gabrielle-Ernestine de Castellane, sin descendencia. Debido a su conocida trayectoria de conveniencias se le quitó de modo vitalicio el título de duque de Otranto y en su último destierro de Francia, vivió atacado por la prensa hasta sus últimos días. Falleció el 26 de diciembre de 1820, en Trieste, entonces Austria.

## Legado histórico
Joseph Fouché ha pasado a la historia como el arquetipo negativo y maquiavélico de un político, gracias a su sagacidad de mantenerse en el poder a toda costa sin importar quien gobierne. Entre las obras biográficas más completas se encuentra Fouché. Retrato de un hombre político de Stefan Zweig; en ella se explica que Fouché fue un poder en la sombra, que sobrevivió a las figuras más poderosas de Francia como Robespierre o el propio Napoleón Bonaparte, ya que, como cuenta Zweig en este libro, ambos desearon su muerte pero por distintas circunstancias no pudieron acabar con él. Fouché no tuvo inconveniente para cambiar de opinión y defender causas opuestas y contradictorias. Al retratar a este francés hace un retrato de la época de El Terror (la revolución de Robespierre), del posterior periodo imperial (la época de, en palabras de Zweig, el monomaniático Napoleón), y el fin de este con la vuelta a la monarquía (gracias a las gestiones de Fouché). Esboza a la vez la figura de otros personajes importantes e influyentes de la época, empezando por los Robespierre, Murat, Talleyrand, Danton, etc., pasando por Barras y los de su cuerda, y alcanzando al propio Napoleón.

«Los gobiernos, las formas de Estado, las opiniones, los hombres cambian, todo se precipita y desaparece en ese furioso torbellino del cambio de siglo, sólo uno se queda siempre en el mismo sitio, al servicio de todos y de todas las ideas: Joseph Fouché»

### Diccionarios y enciclopedias
- Tulard, Jean; Fayard, Jean-François; Fierro, Alfred (1989). «Fouché (Joseph)». Historia y diccionario de la revolución francesa. Madrid: Cátedra. ISBN 9788437608464.

### Libros
- Fouché (1819). Mémoires de la vie publique de M. Fouché, duc d'Otrante (en francés). París: Plancher.
- Fouché (1988). Mémoires. Acteurs de l'Histoire (en francés). París: Imprimerie Nationale. ISBN 2-11-081232-X.
- Tulard, Jean (1998). Joseph Fouché (en francés). París: Fayard. ISBN 978-2-213-59991-5.
- Zweig (1984). Fouché, el genio tenebroso. Barcelona: Juventud.
- Zweig (2011). Fouché. Retrat d'un homme polític (en catalán). Barcelona: Acantilado.

## Películas, series de TV y obras de teatro
- Los duelistas (1977) película: dir. Ridley Scott; actor que le encarna: Albert Finney.
- Napoleón (2002) serie de televisión: dir. Yves Simoneau; actor que le encarna: Gérard Depardieu.
- La cena (2005) versión en español de la obra de teatro; autor: Jean Claude Brisville; actor que lo encarna: Carmelo Gómez.